# Zakimort
Zakimort è un personaggio dei fumetti neri italiani creato da Pier Carpi nel 1965 sulla scia del successo di Diabolik e protagonista di due serie a fumetti pubblicate dall'editore Gino Sansoni. SuIla rivista Bertoldo venne pubblicata una parodia del personaggio, "Zakimort a gogo...", scritta da Pier Carpi e disegnata da Maurizio Fornari.

## Biografia del personaggio
Zakimort è l'identità segreta di Fedra Garland che lei assume dopo la morte del padre per mano della banda di gangster che lui capeggiava e aver quindi scoperto che la ricchezza di famiglia proviene da attività illecite. Camuffata la propria identità con una calzamaglia che ricorda Diabolik e con una maschera sul viso, decide di dedicarsi alla lotta contro i criminali per vendicare il padre e compensare in parte il male da lui compiuto in vita. Al suo fianco ci sono Leo e Teddy entrambi ignari dell'identità segreta di Fedra e il suo fidanzato, il tenente Gary Norton di Scotland Yard, anch'egli inconsapevole della sua doppia vita, è impegnato a contrastare le sue attività nella lotta contro malviventi e rapinatori che vengono uccisi da Zakimort con un pugnale o con colpi di karate.
Nella presentazione del personaggio in seconda di copertina della prima serie si legge: «Zakimort: un nome che un tempo significava paura e delitto, un nome che oggi significa giustizia, guerra al male, al delitto, al crimine. Figlia del famoso gangster "Zakimort", tradito e assassinato dagli uomini della sua banda, Fedra assume il nome di battaglia del padre Zakimort e si vendica dei suoi assassini».

## Storia editoriale
Il personaggio venne ideato da Pier Carpi, fumettista e scrittore nonché marito di Luciana Giussani, sorella di Angela, la creatrice di Diabolik che, sia per la caratterizzazione del protagonista che per le atmosfere delle storie, è la fonte di ispirazione per questa serie. Ai testi si alternano oltre a Carpi anche Michele Gazzarri, Nino Laccisaglia ed Ennio Missaglia che firma i primi episodi della serie. Il numero d’esordio è disegnato da Aulo Brazzoduro e Pini Segna, cui si affiancano Flavio Bozzoli, che disegna la maggior parte degli episodi, Erminio Ardigò, Castellani, Pietro Gamba, Romano Mangiarano, Italo Peratello, Michele Ricci, Luigi Stefanelli (Stefan) ed Emilio Uberti.
La pubblicazione si divide in due serie: la prima, edita fra il 1965 e il 1972, composta da 91 numeri mentre la seconda, dal 1973 al 1974, da 24 numeri (12 numeri inediti e 12 numeri che proponevano storie già pubblicate nella prima serie).
La prima serie intitolata "ZAKIMORT - il giallo a fumetti" all'interno della collana "Occhio Segreto" pubblicata dalla Casa Editrice Astoria (CEA) in formato tascabile (cm 12x17) a 128 pagine. Vennero pubblicati 91 volumi dall'agosto 1965 (n°1) al 29 dicembre 1972 (n. 91). La periodicità è mensile dal n°1 al n° 85 e quattordicinale dal n°86 al n° 91. Sul n° 91 viene annunciato con il titolo "L'ora fatale" il n. 92, che sarà invece il primo della nuova serie.
La seconda serie intitolata "Le straordinarie avventure di ZAKIMORT " all'interno della collana "Occhio Segreto" pubblicata dalla Casa Editrice Astoria (CEA) in formato tascabile (cm 12x17) a 128 pagine. Vennero pubblicati 24 volumi dal 25 gennaio 1973 (n°1) al 31 gennaio 1974 (n. 24). La periodicità è quattordicinale. La serie comprende sia inediti che ristampe di storie già pubblicate nella prima serie alternando gli uni agli altri. Sono inediti i numeri dispari e ristampe quelli pari. Sul numero 24 era stato annunciato il numero 25, "I commercianti di vite", che non venne però mai pubblicato. La storia venne inserita nel volume "ZAKIMORT pocket - La vita, le avventure e il mistero di Lady Ombra" della collana VIP POCKET (n°2 del maggio 1974), insieme ad un'altra inedita dal titolo "Il signore del crimine". Il volume contiene anche le ristampe dei numeri 19 e 22 della prima serie di Zakimort, "L'artiglio insanguinato" e "Laura del passato". Due anni dopo, nel 1976, nella collana Tascabili Extra n°2 il volume è stato ristampato con una nuova copertina.
Nel novembre 2022 la Cosmo Editore inizia a ristampare alcuni episodi di Zakimort per la sua collana I classici del fumetto nero.